# Palacio de Heiligenberg

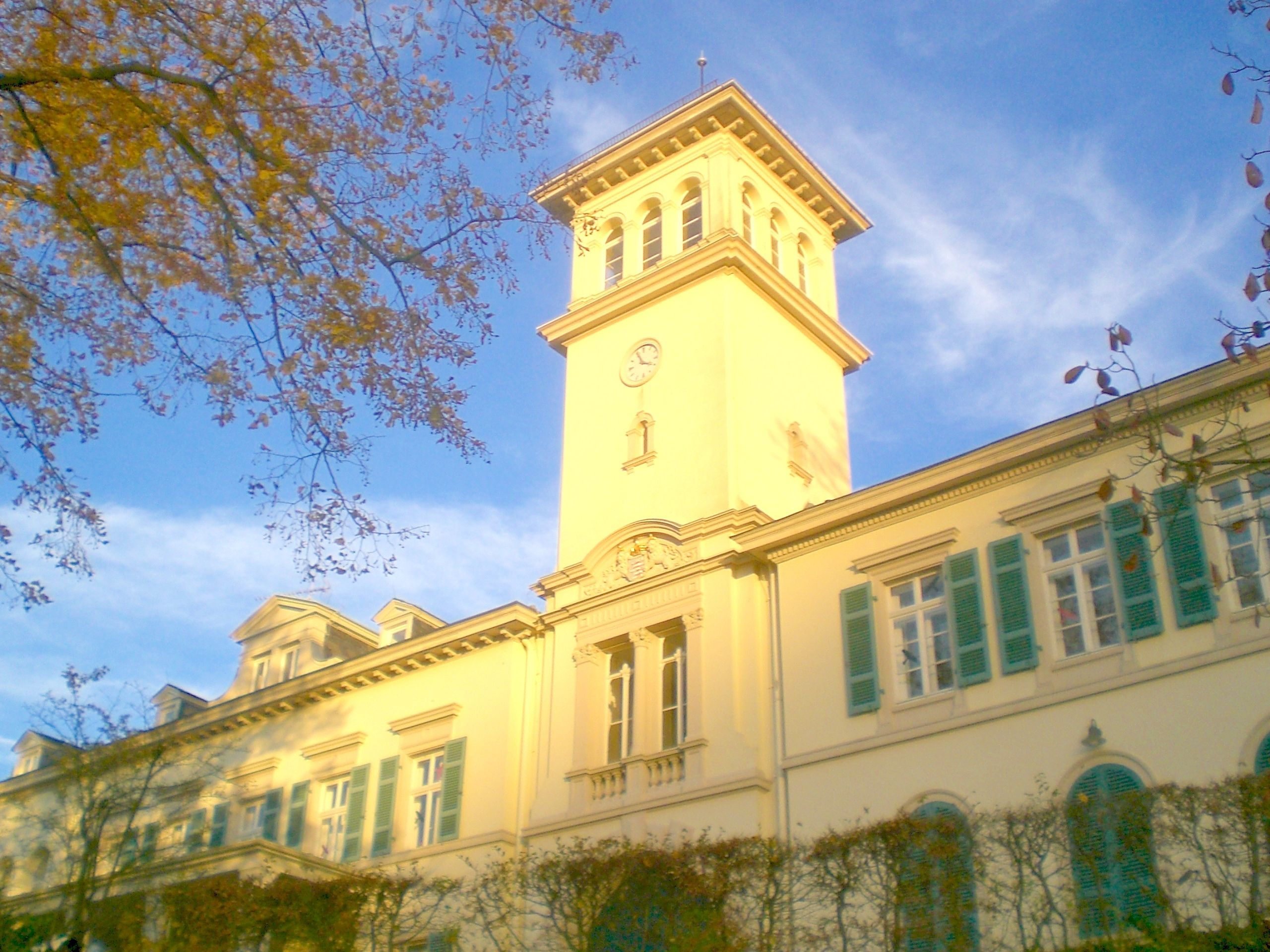
Vista del castillo con el escudo de armas de Hesse en el portal del accesorio de la torre.

El palacio de Heiligenberg (en alemán: Schloss Heiligenberg)  está situado al este de Jugenheim, parte de Seeheim-Jugenheim, a unos 12 kilómetros al sur de Darmstadt. Construido sobre el Heiligenberg, un monte al norte del río Neckar, ofrece una vista panorámica de la llanura renana casi hasta sus límites con el Palatinado. Actualmente es la sede de la Oficina de formación del profesorado, aunque su «sala de jardín» se utiliza ocasionalmente para conciertos y exposiciones de arte.

## El palacio
Al comienzo del siglo XIX se construyó el palacio en el Heiligenberg. Más tarde, la gran duquesa Guillermina de Hesse-Darmstadt y su hijo, el príncipe Alejandro de Hesse-Darmstadt, hicieron ampliaciones que fueron diseñadas por Georg Moller entre 1862-1867. 
Alejandro, tercer hijo del gran duque Luis II de Hesse-Darmstadt, a partir de 1852 vivió principalmente en Darmstadt o en el palacio de Heiligenberg, al menos cuando no estaba en campaña. El 28 de octubre de 1851 contrajo matrimonio morganático con la condesa Julia de Hauke, dama de compañía de su hermana, la zarina María de Hesse-Darmstadt. Alejandro y Julia fueron los fundadores del linaje Battenberg/Mountbatten. Debido a que la familia tenía amplias conexiones reales, hasta 1914 el palacio acogió regularmente al zar y su familia, así como a muchos otros reyes, príncipes y diplomáticos.